# KWS (Band)
KWS (auch: K.W.S. oder K W S) war eine britische Popgruppe aus Nottingham. Der Bandnname leitet sich von den Anfangsbuchstaben der Mitgliedernamen Chris King, Winston „Winnie“ Williams (beide als Instrumentalisten und Produzenten) und Delroy St. Joseph (Sänger) ab.

## Biografie
Das Trio hatte in den 1990er Jahren diverse Top-20-Hits in Großbritannien. Die dritte Singleveröffentlichung war bereit der größte Erfolg der Band. Die Coverversion des Titels Please Don’t Go von KC and the Sunshine Band erschien als Doppel-A-Seite mit Game Boy. Die Single schaffte es bis auf Platz 1 der UK-Charts, auf Platz 6 der US-Charts und auf Platz 7 in Deutschland. Die Nachfolgesingle Rock You Baby, eine Coverversion des 1974er Hits von George McCrae, erreichte Platz 8 in Großbritannien. Bis Ende 1994 platzierte sich weitere fünf Singles mit Coversongs in der englischen Hitparade.

## Diskografie

### Alben
| Jahr | Titel                       | Höchstplatzierung, Gesamtwochen, AuszeichnungChartplatzierungen (Jahr, Titel, Platzierungen, Wochen, Auszeichnungen, Anmerkungen) | Höchstplatzierung, Gesamtwochen, AuszeichnungChartplatzierungen (Jahr, Titel, Platzierungen, Wochen, Auszeichnungen, Anmerkungen) | Höchstplatzierung, Gesamtwochen, AuszeichnungChartplatzierungen (Jahr, Titel, Platzierungen, Wochen, Auszeichnungen, Anmerkungen) | Höchstplatzierung, Gesamtwochen, AuszeichnungChartplatzierungen (Jahr, Titel, Platzierungen, Wochen, Auszeichnungen, Anmerkungen) | Höchstplatzierung, Gesamtwochen, AuszeichnungChartplatzierungen (Jahr, Titel, Platzierungen, Wochen, Auszeichnungen, Anmerkungen) | Anmerkungen                   |
| Jahr | Titel                       | DE | AT | CH | UK | US | Anmerkungen                   |
| ---- | --------------------------- | --- | --- | --- | --- | --- | ----------------------------- |
| 1992 | Please Don’t Go (The Album) | — | — | — | — | US143 (5 Wo.)US | nur USA, Kanada und Südafrika |

Weitere Alben
- 1992: KWS

### Singles
| Jahr | Titel Album                       | Höchstplatzierung, Gesamtwochen, AuszeichnungChartplatzierungen (Jahr, Titel, Album, Platzierungen, Wochen, Auszeichnungen, Anmerkungen) | Höchstplatzierung, Gesamtwochen, AuszeichnungChartplatzierungen (Jahr, Titel, Album, Platzierungen, Wochen, Auszeichnungen, Anmerkungen) | Höchstplatzierung, Gesamtwochen, AuszeichnungChartplatzierungen (Jahr, Titel, Album, Platzierungen, Wochen, Auszeichnungen, Anmerkungen) | Höchstplatzierung, Gesamtwochen, AuszeichnungChartplatzierungen (Jahr, Titel, Album, Platzierungen, Wochen, Auszeichnungen, Anmerkungen) | Höchstplatzierung, Gesamtwochen, AuszeichnungChartplatzierungen (Jahr, Titel, Album, Platzierungen, Wochen, Auszeichnungen, Anmerkungen) | Anmerkungen                                                                          |
| Jahr | Titel Album                       | DE | AT | CH | UK | US | Anmerkungen                                                                          |
| ---- | --------------------------------- | --- | --- | --- | --- | --- | ------------------------------------------------------------------------------------ |
| 1992 | Please Don’t Go KWS               | DE7 (5 Wo.)DE | — | CH11 (5 Wo.)CH | UK1 Gold · (16 Wo.)UK | US6 Gold · (26 Wo.)US | Erstveröffentlichung: 27. April 1992 Original: KC and the Sunshine Band, 1979        |
| 1992 | Rock Your Baby KWS                | — | — | — | UK8 (7 Wo.)UK | — | Erstveröffentlichung: August 1992 Original: George McCrae, 1974                      |
| 1992 | Hold Back the Night KWS           | — | — | — | UK30 (3 Wo.)UK | — | Erstveröffentlichung: Dezember 1992 feat. The Trammps, Original: 1975                |
| 1993 | Can’t Get Enough of Your Love –   | — | — | — | UK49 (4 Wo.)UK | — | Erstveröffentlichung: Mai 1993 Original: Barry White, 1974                           |
| 1994 | It Seems to Hang On –             | — | — | — | UK58 (2 Wo.)UK | — | Erstveröffentlichung: März 1994 Original: Ashford & Simpson, 1978                    |
| 1994 | Ain’t Nobody (Loves Me Better) –  | — | — | — | UK21 (4 Wo.)UK | — | Erstveröffentlichung: Juni 1994 mit Gwen Dickey Original: Rufus und Chaka Khan, 1983 |
| 1994 | The More I Get, The More I Want – | — | — | — | UK35 (2 Wo.)UK | — | Erstveröffentlichung: November 1994 mit Teddy Pendergrass, Original: 1977            |

Weitere Singles
- 1993: Keep It Comin’ Love
- 1993: Give Me Love (This Christmas Time)
- 1995: Ten Per-Cent (vs. Double Exposure)
- 1997: Gimme Little Sign

## Auszeichnungen für Musikverkäufe
| Goldene Schallplatte - Australien - 1992: für die Single Please Don’t Go |

Anmerkung: Auszeichnungen in Ländern aus den Charttabellen bzw. Chartboxen sind in ebendiesen zu finden.
| Land/RegionAuszeichnungen für Musikverkäufe (Land/Region, Auszeichnungen, Verkäufe, Quellen) | Gold     | Platin | Verkäufe | Quellen     |
| -------------------------------------------------------------------------------------------- | -------- | ------ | -------- | ----------- |
| Australien (ARIA)                                                                            | Gold1    | —      | 35.000   | aria.com.au |
| Vereinigte Staaten (RIAA)                                                                    | Gold1    | —      | 500.000  | riaa.com    |
| Vereinigtes Königreich (BPI)                                                                 | Gold1    | —      | 400.000  | bpi.co.uk   |
| Insgesamt                                                                                    | 3× Gold3 | —      |          |             |

## Trivia
Im restlichen Europa war die Formation Double You schneller und veröffentlichte Please Don’t Go in einer etwas anders abgemischten Fassung (Deutschland #3, Schweiz #2, Österreich #2, Frankreich #2, Schweden #9).